# Mahomet (Illinois)
Mahomet es una villa ubicada en el condado de Champaign en el estado estadounidense de Illinois. En el Censo de 2010 tenía una población de 7258 habitantes y una densidad poblacional de 308,56 personas por km².

## Geografía
Mahomet se encuentra ubicada en las coordenadas 40°11′8″N 88°23′24″O / 40.18556, -88.39000. Según la Oficina del Censo de los Estados Unidos, Mahomet tiene una superficie total de 23.52 km², de la cual 23.35 km² corresponden a tierra firme y (0.73 %) 0.17 km² es agua.

## Demografía
Según el censo de 2010, había 7258 personas residiendo en Mahomet. La densidad de población era de 308,56 hab./km². De los 7258 habitantes, Mahomet estaba compuesto por el 95.88 % blancos, el 0.58 % eran afroamericanos, el 0.21 % eran amerindios, el 1.79 % eran asiáticos, el 0 % eran isleños del Pacífico, el 0.44 % eran de otras razas y el 1.1 % pertenecían a dos o más razas. Del total de la población el 2 % eran hispanos o latinos de cualquier raza.

## Turismo
Las atracciones turísticas más populares de Mahomet son la Reserva Forestal del Condado de Champaign: El Parque del Lago del Bosque (Lake of the Woods Park) y su galardonado Campo de Golf Hartwell Howard C., y la Reserva Forestal River Bend. El Parque del Lago del Bosque es un parque de 900 acres (3,6 km ²) a lo largo del río Sangamon. El parque cuenta con un jardín botánico, un lago, un pintoresco puente cubierto y también ofrece actividades como paseos en bote, pesca, esquí de fondo y trineos. En el Parque del Lago del Bosque está el Museo de la Historia Americana (Early American Museum), que cuenta con una colección que cuenta la vida en los ss. XIX y XX en el este-central de Illinois. El parque cuenta con 3,3 millas (5,3 km) carril bici y un campanario. El Hartwell Howard C. Golf Course es un campo de 18 hoyos regulación, a la altura de 9 hoyos de 3 platos, y un campo de prácticas. El River Bend Reserva Forestal es de 275 acres (1.1 km ²), de los cuales 130 acres (0,5 km ²) es agua. El parque cuenta con dos grandes lagos, uno de ellos es el lago más grande en el condado de Champaign y 2,5 millas (4,0 km) de bosque a lo largo del río Sangamon.

## Historia

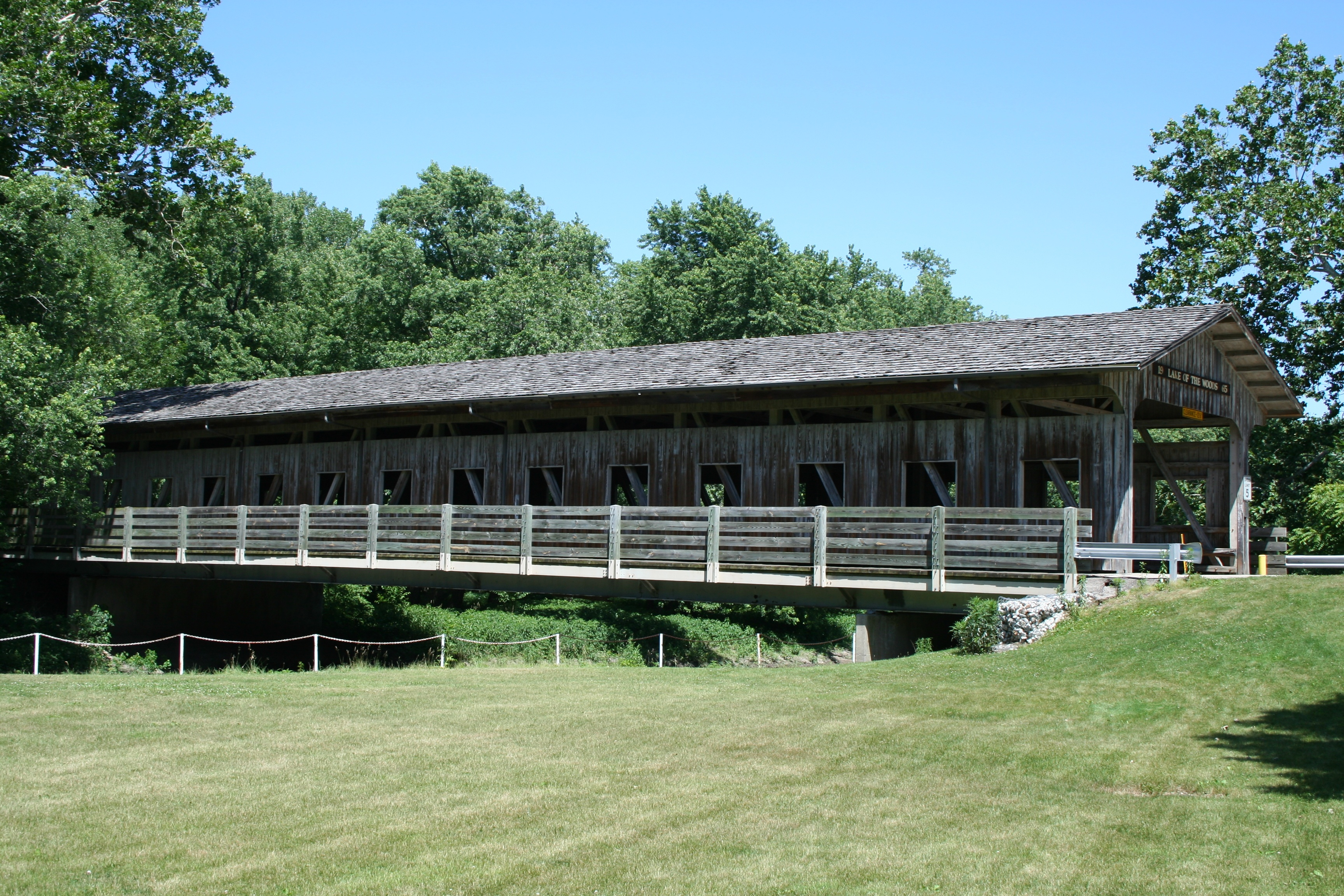
Lago de Woods reserva forestal, puente cubierto.

El pueblo de Mahomet fue establecido en 1832 a orillas del río Sangamon. Fue la primera comunidad que se estableció en el actual condado de Champaign. El nombre original de la villa fue Middletown, porque era a mitad de camino entre las localidades de Danville y Bloomington. En 1871, el nombre del pueblo se cambió a Mahomet, porque ya había otra Middletown en Illinois, que estaba causando problemas con el correo. La mayoría de los primeros colonos llegaron a partir de Ohio, Virginia, Kentucky y Pennsylvania, y optó por residir en Mahomet porque había abundancia de agua del río Sangamon y árboles abundantes. En la actualidad, la mayoría de los residentes se desplazan 10 millas (16 km; 16 km) a la ciudad de Champaign al trabajo, aunque el pueblo tiene un próspero distrito de negocios pequeños.
En 2001, la ciudad instaló su primer semáforo.
En 2007, los miembros del pueblo votaron para sacar la prohibición del alcohol existente desde la Segunda Guerra Mundial.